# Грива, Матвей

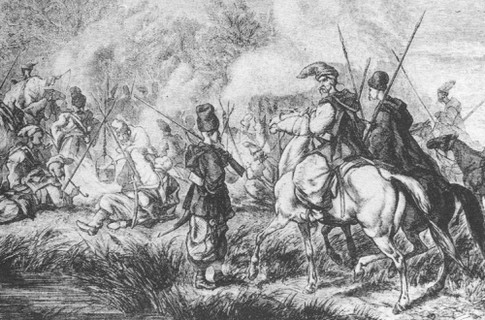
Гайдамаки

Матвей Грива (годы рождения и смерти — неизвестны) — запорожский казак, один из руководителей гайдамацкого движения 1734 года на Украине.
Участник восстания под руководством Верлана. В 1734 отряд повстанцев под руководством Матвея Гривы овладел Винницей и Меджибожем.
После подавления восстания польскими властями в 1736 и разгрома сил повстанцев руководитель Верлан отошёл в Молдавию, а командиры отрядов Гнат Голый, Иван Медмедь, Грива и Харко — в Тясмин и к Днепру.
Затем, с небольшим отрядом Матвей Грива ушёл на Запорожскую Сечь. Осенью 1736 гайдамацкий отряд Гривы занял города Паволочь (теперь Житомирская область) и Погребище (ныне Винницкая область).
Исторических данных о дальнейшей судьбе Гривы нет.